# Dunaalmás

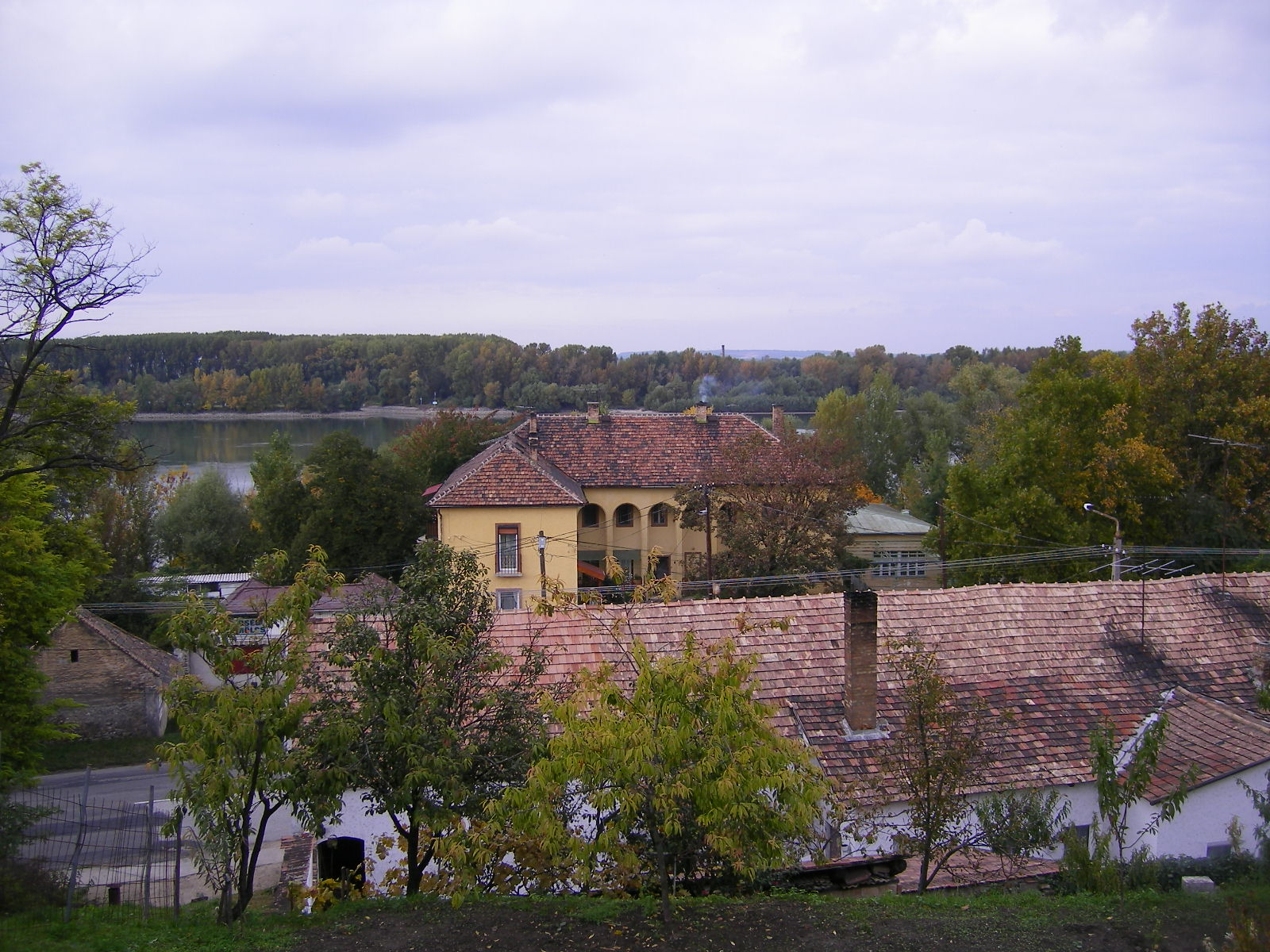

Dunaalmás is een plaats (község) en gemeente in het Hongaarse comitaat Komárom-Esztergom.
Anno 2008 woonden er 1.653 inwoners op een oppervlakte van 14,77 km². Dunaalmás telt 1698 inwoners (2001).
Het ligt op 30 km ten westen van Esztergom en 60 km ten noord-westen van Boedapest.
Het drop ligt op de zuidelijke oever van Danube. Aan de overkant van de rivier ligt Slowakije.